# Kościół Najświętszego Serca Pana Jezusa w Zalesiu
Kościół Najświętszego Serca Pana Jezusa w Zalesiu – rzymskokatolicki kościół filialny należący do parafii św. Apostołów Piotra i Pawła w Złotowie (dekanat Złotów I diecezji bydgoskiej).
Świątynia została zbudowana jako ewangelicka w 1884 roku. Wsparcie materialne przy budowie kościoła zostało udzielone przez księcia Prus Fryderyka Karola. Budowa została sfinalizowana przez Gustawa Adolfa Vereinsa. Do 1946 roku świątynia należała do protestantów i była filią parafii w Tarnówce. Po zakończeniu drugiej wojny światowej, gdy te ziemie zostały przyłączone do Polski, kościół zaczął pełnić funkcję filii parafii pod wezwaniem Wniebowzięcia Najświętszej Maryi Panny w Złotowie. W dniu 9 czerwca 1946 roku świątynia została poświęcona przez księdza proboszcza Witolda Drzewieckiego MSF. 
Do zabytków znajdujących się w kościele należą: obraz Matki Boskiej z Dzieciątkiem Jezus, który powstał w połowie XIX wieku, chrzcielnica z XIX wieku, dzwonek przy wyjściu z zakrystii z XIX wieku, dzwon na wieży z 1817 roku, krucyfiksy z XIX i XX wieku, figura Jezusa inspirowana wizerunkiem Serca Chrystusowego i fisharmonia z początku XX wieku.